# 勾陳增八
小熊座19，又名BD+76 594，HD 146926、SAO 8446、HR 6079，是小熊座的一颗恒星，视星等为5.48，位于銀經109.67，銀緯35.61，其B1900.0坐标为赤經16h 13m 40.1s，赤緯+76° 35.61′ 46″。